# Pelastoneurus emasculatus
Pelastoneurus emasculatus är en tvåvingeart som beskrevs av Octave Parent 1937. Pelastoneurus emasculatus ingår i släktet Pelastoneurus och familjen styltflugor. Inga underarter finns listade i Catalogue of Life.